# Manucu
Manucu (pronúncia em português: [mə'nukʊ] ) é um gênero descrito como uma semente nativa da Floresta Amazônica. 

## História
Acredita-se que os povos indígenas que habitavam a região amazônica foram os primeiros seres humanos a ter contato com a semente. Os índios, ao estudar e manipular o manucu, passaram a usá-lo para fazer chás medicinais, pois acreditavam que o chá feito a partir dessa semente teria poder de desintoxicação. Por consequência, elas eram recorrentemente utilizadas pelos pajés como um remédio natural para injúrias como uma intoxicação alimentar. 
Como a maioria das sementes, o manucu também era muito utilizado na produção de tinturas para tingir tecidos e para pinturas faciais. 

## Extinção
Com o advento da colonização portuguesa, principalmente a partir de 1530, o manucu passou a ser muito explorado, e sua extração aumentou demasiadamente nesse período. No século XVI, este era considerado uma iguaria para a produção de tintas na Europa, e foi utilizado em larga escala. A exploração colonial foi extremamente prejudicial ao manucu. Atualmente, a semente está praticamente extinta. Foi considerada uma das riquezas brasileiras. 

## Características
A semente possuía cerca de 1 centímetro de diâmetro tinha um formato ovalado, com tonalidade predominantemente alaranjada. 